# Раківка (Кременчук)
Ракі́вка — мікрорайон Кременчука, розташований на південному сході правобережної частини міста.

## Розташування
Раківка на півночі межує з Костромою по вулиці Василя Сухомлинського, а на заході з Крюківським вагонобудівним заводом.

## Опис
Раківка заснована як містечко вагонобудівників на території сіл Раківка та Демурівка.
На території мікрорайону розміщені навчальні заклади: Кременчуцька гімназія № 6, ПТУ № 6. Дошкільні: дитячі садки № 3, 12, 59. Працює філія дитячої художньої школи та дитяча музична школа № 2.
Транспорт який обслуговує мікрорайон Раківка:
- Тролейбус 25А+
- Автобус 25
- Маршрутне таксі 2, 2В, 4

У мікрорайоні Раківка знаходиться Укрпошта 25 (вул. Республіканська 95)